# ウージェーヌ・シュー
ウージェーヌ・シュー（Eugène Sue、1804年1月26日 - 1857年8月3日）は、19世紀のフランスの小説家。本名はマリー＝ジョセフ・シュー（仏: Marie-Joseph Sue）。『パリの秘密（Les Mystères de Paris）』（1842-1843年）と『さまよえるユダヤ人（Le Juif errant）』（1844-1845年）の2つの社会派小説で知られる。

## 略歴

### 生いたち
パリ生まれ。父ジャン＝ジョセフ・シュー（1760-1830年）はナポレオン1世の帝国軍衛兵の外科医、軍医長を経て、解剖学教授となり、国王自身の顧問医となった。ジョゼフィーヌ皇后とその息子のウージェーヌ・ド・ボアルネ公爵とが名付け親となった。ウージェーヌという筆名は、多分この公爵に囚んだものであろう。
リセ・コンドルセで学び、当時親友だったアドルフ・アダン（のちに『ジゼル』と『ポストル・ド・ロンジュモー』を作曲）と同様、彼は平凡で落ち着きのない学生であり、その後、その悪戯が新聞の見出しを飾る若者となった。

### 軍医として従軍
1821年、リセの6年生を修了し、父親の計らいで王立軍の研修医として難なく採用された。2年間の研修の後、1823年にバイヨンヌの軍病院に配属された。同年、トロカデロの戦いでは負傷者の治療にあたった。その後スペイン領の占領に従事し、カディスの軍病院に配属され1825年まで同地に留まった。

### 辞職、パリで新聞に作品を発表
同地で、最初の作品となるシャルル10世の戴冠式に関する劇的エッセイを執筆し、その作品が市の高官たちの前で上演されるという栄誉にも浴した。文学に魅了された彼は、1825年に職を辞してパリへと旅立った。彼の最初の文章は、La Nouveauté と Le Kaléidoscope という2つの小さな新聞に掲載された。

### 海軍に戻る
しかし、1826年には元の職業に戻り、父親のすすめでフランス軍艦に乗り組み、海軍三等補助軍医として南太平洋に向かうコルベット艦ローヌ号に乗船した。3年間、軍艦から軍艦へと移動しながら西インド諸島から東地中海までを旅した。1827年10月、ギリシャで、ナヴァリノの海戦（トルコ戦争）に二等補助外科医として參加し、フランス、イギリス、ロシアの連合軍によるトルコ・エジプト艦隊の撃滅を目撃した。彼は後に、この出来事を1842年に回想している。1828年、西インド諸島に戻り黄熱病に罹患したが、恋に落ちた黒人女性の看病もあり、一命を取り留めた。この色彩豊かで劇的な経験をもとに海洋小説を執筆することになる。

### 小説家に
1829年、軍籍を去り、バリの社交界に入った。1830年、26歳で父の財産を相続し、友人のテオドール・ギュダンと絵画に挑戦し、パリで最も美しい女性の愛人となっり「ボー・シュー」というあだ名で呼ばれた。1834年にジョッキークラブ・パリが設立されると、彼は非常に俗物的なジョッキークラブに入会した。父の財産を7年で使い果たし、生活の糧を稼ぐためにさらに文学に傾倒した。
シューは、7編の異国情緒の海洋小説、11編の風俗小説、10編の歴史小説、15のその他の社会小説（『七つの大罪（Les Sept Péchés capitaux）』と題されたシリーズを含む）、2編の短編小説集、8編の政治作品、19の演劇作品（喜劇、ボードヴィル、ドラマ）、6編の雑多な作品を書いた。
1830年代に体験を基にした海洋小説『プリックとプロック』（Plik et Plok、1831年））等を書き始めたとき、フランスはジェイムズ・フェニモア・クーパーの海洋小説に魅了されていた。シューは、その経験と、ライバル（特にエドゥアール・コルビエール）よりもはるかに優れたストーリーテラー、文体作家としての才能を武器に、航海小説『海賊ケルノック（Kernok le pirate ）』、『エル・ヒターノ（El Gitano ）』、『アタル・ガル（Atar-Gull ）』、『山椒魚（La Salamandre ）』（1832年）を発表し、大成功を収めた。
シューはエキゾチシズムよりも冒険的な行動、強烈なキャラクター、劇的な状況を好んだ。彼はダークロマンティシズムの伝統をしっかりと受け継いでいる。フランシス・ラカサンは、これらの海洋小説の序文で、シューは「誇張されたキャラクターを表現主義的な筆致で崇高なものへと高めている」と書いている。これらの物語の独創的な特徴のひとつは、コメディと皮肉が大きな役割を果たしていることである。ロマン派やヴィクトル・ユーゴーと同様に、シューは崇高とグロテスクの融合を試みている。また、彼はすでに（後に傑作で描くことになるような）社会批判を小説の中心に組み込んでいる。例えば、『アタル・ガル（Atar-Gull ）』の奴隷貿易、『エル・ヒターノ（El Gitano ）』の宗教などである。
これらの小説は著名な作家たちの賞賛を浴びた。バルザックは1832年の『両世界評論』誌の書評で『ラ・サラマンドル（La Salamandre ）』を、「作者の観察眼」、「悲しく陰鬱な活劇の中に、真に喜劇的な場面やまばゆい描写が散りばめられている」、「温かみのある文体、新しい発想、そして何よりも、すべてを詩で彩る特異な能力」と称賛した。サント＝ブーヴは1840年にもつぎのように宣言している。
ウージェーヌ・シューには、大洋の真ん中でフランス初の小説を書いたという栄誉と、文学においてわが地中海を最初に発見したという栄誉がある！
とはいえ、処女作の成功にもかかわらず、シューは、『コート・ヴァン展望台（La Vigie de Koat-Vën）』、『悪魔の丘（Le Morne-au-Diable）』など、海上の物語を歴史的な視点に置くようになっていった。5巻からなる『海事史（Histoire de la Marine）』（1835年-1837年）の試みは、あまりにも小説的で失敗に終わった。
そこでついに、当時流行していた歴史小説の『ラトローモン（Latréaumont）』（1837年）、『ジャン・キャヴァリエ（Jean Cavalier ）』（1840年）などや風俗小説（『セシル、あるいは若い女（Cécile ou Une femme heureuse ）』（1837年）、『レタリエール侯爵（Le Marquis de Létorière ou l'Art de plaire ）』（1838年）、『アルチュール（Arthur ）』（1839年）などに見られる作風に転向した。後者の作品は、専ら華やかな上流社會の裏面をあばき世の中の風俗や倒錯を描いた。しかし、『マチルド、若き日の思い出（Mathilde, Mémoires d'une jeune femme ）』（1840年～41年、La Presse紙に連載）を発表するに及んで、こうした現実暴露の傾向があまりに行きすぎだというので社交界の人氣を失いかけ、彼の成功はさらに不安定なものとなった。

### 『パリの秘密』
シューの創作態度に転機が訪れた、ちょうどそのころは、フランスの新聞に連載小説が掲載されはじめた時期であったが、当時の大新聞『ジュールナル・デ・デバ（Journal des débats ）』の要請に応じて1842年から1843年にかけて連載した小説『パリの秘密』は大評判となり、新聞社の前には、毎日、小説の筋の運びを待ちかねた愛読者の群れが押し寄せたという。これはパリの貧民や下層社会を描いた社会派の作品で、矢継ぎ早に発表した『さまよえるユダヤ人』（Le Juif errant、1844年～1845年）はさらに人気を博した。アレクサンドル・デュマ・ペール（大デュマ）が『三銃士』（1834年）や『モンテ・クリスト伯』（1844年～1845年）を書いたのもシューの人気を見習ったのに他ならない。ジョルジュ・サンドも後には新聞小説を書きまくったが、これらが、新聞連載小説の先駆である。

### 『パリの秘密』と社会小説
この作品は、イギリスで出版されたロンドンの謎をテーマにした挿絵入りの作品に触発されて書かれたものである。彼は、アーネスト・ルグーヴェが『60年の思い出』で明らかにしているように、解決策がわからないほど複雑な状況を考案した。この小説は、あらゆる階層の人々の大きな関心を呼んだ。テオフィル・ゴーティエは「『パリの秘密』の連載が終わるまで、死ぬのを待っていた患者もいた」と書いている。その成功は絶大で、国境を越え、彼の公生活（セーヌ県の代議士に選出された）や文学的方向性に影響を与えた。次の世紀には、レオ・マレの『パリの新たな秘密』シリーズのインスピレーションとなった。
シューはその後、『さまよえるユダヤ人』を『レ・コンスティテューショネル（Le Constitutionnel）』紙でも連載した。
歴史的かつ政治的なフレスコ画である「民衆の秘密（Mystères du peuple ）」の面白さをより深く認識し始めています。その主題は、「私たちの父祖たちが何世紀にもわたって、反乱によって血を流して克服せざるを得なかった宗教的、政治的、社会的改革など存在しない」というものある。これは第二帝政によって検閲された。
このプロジェクトは、1848年の革命の失敗の数ヶ月後にさかのぼる。1849年11月、友人であり出版社の経営者でもあったモーリス・ラシャトレが、検閲を回避するために、忠誠心によるボーナス制度と郵送による配布システムを利用して、『民衆の秘密』の最初の部分を販売した。こうした予防措置にもかかわらず、出版は何度も中断され、バチカンにより禁書目録に載せられ、フランスの司教たちに非難され、警察の嫌がらせを受けた。
1857年になってようやく完成したが、そのまま6万部が差し押さえられた。そのショックは小説家の健康状態をさらに悪化させるほどのものであった。病に冒され、亡命を余儀なくされた彼は、ついに命を落とした。彼の死後も、検察官エルネスト・ピナールの起訴状に従い、裁判所は印刷者と出版者を有罪とし、作品の押収と破棄を命じた。

## 亡命
シューは、セーヌ出身の共和派代議士、自由思想家、社会主義者であり、1850年4月28日、保守派のアレクサンドル・ルクレールを破り立法議会に選出されたが、ルイ・ナポレオンがクーデターを起こすと1851年に国外に逃亡せざるを得なかった。
彼はサヴォワ地方で歓迎されたが、地元の聖職者たちは彼の到着に反対していた。事実、ヴィットーリオ・エマヌエーレ2世と首相マッシモ・ダゼーリョは自由主義の考えを支持していた。最終的に、アヌシー・ル・ヴューのレ・バラットにあるルフィー家の邸宅に住みつき、1851年から1857年に亡くなるまでそこで暮らした。

## 死去
シューが息を引き取るその場に立ち会い、彼の「自由思想家」としての威厳を保った埋葬という願いを叶えたのは、やはり追放された共和派の一人、シャラス大佐であった。葬儀は、群衆を避けるために朝6時から行われたにもかかわらず、大勢の参列者が集まった。彼はアヌシーのロベルシー墓地の非カトリック教徒の区画に埋葬された。

## 受章
1839年3月10日、『海軍史』により、同僚のアルフレッド・ド・ミュッセやフレデリック・スリエらとともにレジオンドヌール勲章を授与された。
シューはこのことについて『私の蔵書の歴史の一ページ』で次のように書いている。
15年前、当時の公教育大臣であったド・サルバンディ氏の親切で丁寧なイニシアティブのおかげで、私は一度限りの恩賞としてレジオンドヌール勲章十字章を授与された。

## 日本語訳
- 『情態奇話人七癖 吝嗇編』第1-6編（ユーシエーヌ シユー原著、森澄徳聡訳、中村正義） 1885年
  - 『情態奇話人七癖 吝嗇編 第1編』1885年2月20日。
  - 『情態奇話人七癖 吝嗇編 第2編』1885年3月16日。
  - 『情態奇話人七癖 吝嗇編 第3編』1885年3月28日。
  - 『情態奇話人七癖 吝嗇編 第4編』1885年4月。
  - 『情態奇話人七癖 吝嗇編 第5編』1885年4月。
  - 『情態奇話人七癖 吝嗇編 第6編』1885年4月。
- 『情態奇話 人七癖  吝嗇編（初、3-9編）』（ユーシェーヌシュー著、二愛亭花実, 淡々亭如水訳）稽古堂、1885年5月22日。

- 『巴黎の秘密』（ユージン・シュー著、抱一庵主人（原余三郎） 訳）冨山房、1904年。
- 『巴里の秘密：探偵大活劇』（泉清風 訳）春江堂〈大活劇文庫〉、1919年。
- 『青銅のメダル 第1部』（ウージェヌ・シュウ 著、福岡雄川訳）白水社、1921年。
- 『青銅のメダル 第2部』（ウージェヌ・シュウ 著、福岡雄川訳）白水社、1921年。
- 『巴里の秘密』（武林無想庵 訳）改造社〈世界大衆文学全集〉、1929年。
- 『さまよえるユダヤ人 上巻』（小林竜雄 訳）角川書店〈角川文庫196〉、1951年。
  - 『さまよえるユダヤ人 上巻』（小林竜雄 訳、再版）角川書店、1989年。ISBN 4042457010。
- 『さまよえるユダヤ人 下巻』（小林竜雄 訳）角川書店〈角川文庫197〉、1952年。
  - 『さまよえるユダヤ人 下巻』（小林竜雄 訳、再版）角川書店、1989年。ISBN 4042457029。
- 『パリの秘密』（関根秀雄）東京創元社〈世界大ロマン全集15〉、1957年。
- 『パリの秘密 全4巻』（江口清 訳）集英社〈世界の名作 別巻2〉、1971年。
  - 『パリの秘密. 1』〈世界の名作 別巻2（1）〉。
  - 『パリの秘密. 2』〈世界の名作 別巻2（2）〉。
  - 『パリの秘密. 3』〈世界の名作 別巻2（3）〉。
  - 『パリの秘密. 4』〈世界の名作 別巻2（4）〉。
- 『パリの秘密 全4巻』（江口清 訳）グーテンベルク21、2023年。

## 映画

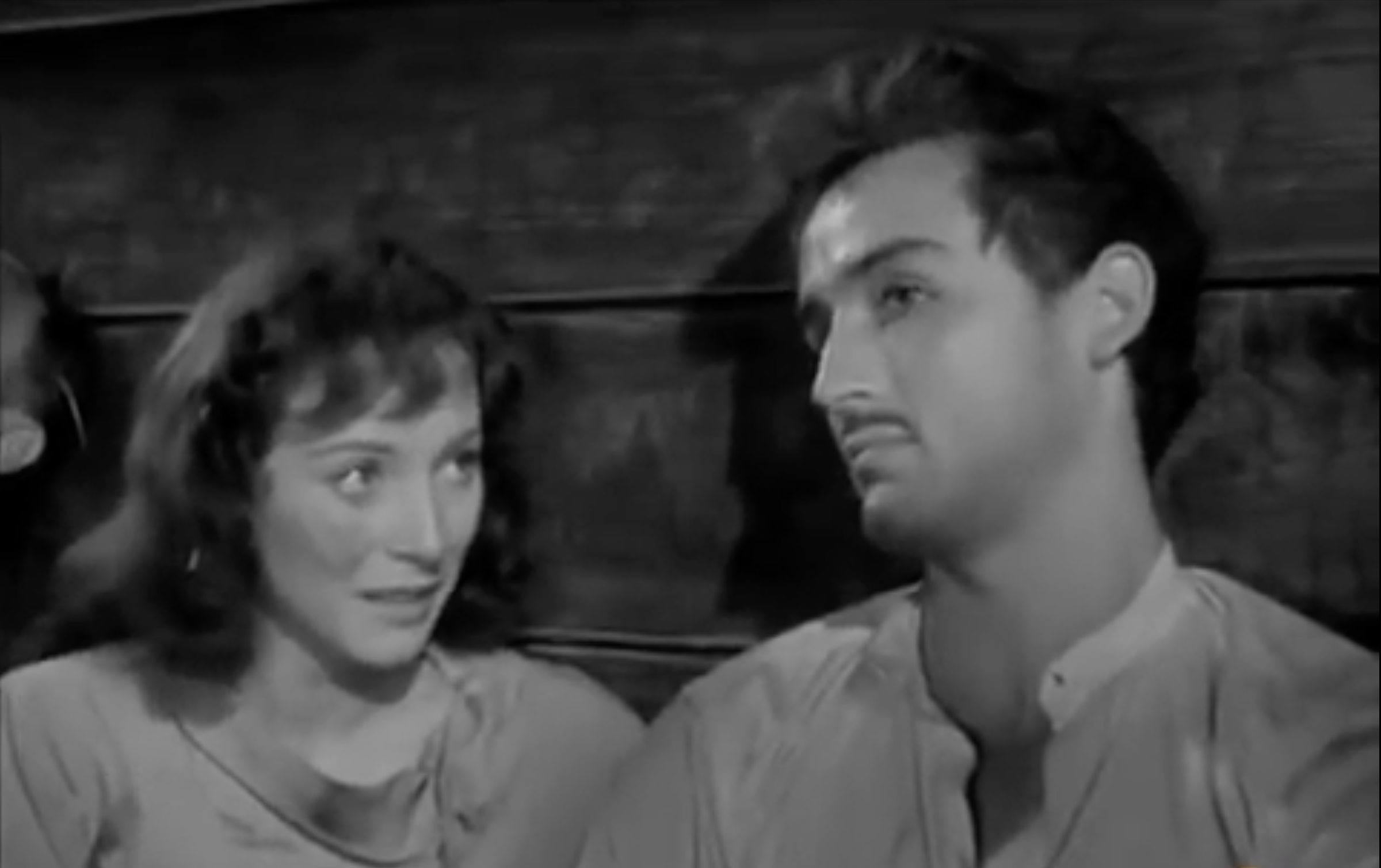
ヴィットリオ・ガスマン（右）、ヴァレンティナ・コルテーゼ（左）主演の「さまよえるユダヤ人」（1948年）

シューの作品を原作とする映画。

### さまよえるユダヤ人
- 原題：「L'ebreo errante」、イタリア映画
- 1948年公開、98分 モノクロ
- 監督：ゴッフレード・アレッサンドリーニ
- 主演：ヴィットリオ・ガスマン、ヴァレンティナ・コルテーゼ
- 日本公開：

### パリの秘密（1943年）
- 原題：「Les mystères de Paris」、フランス映画
- 1943年公開、98分 モノクロ
- 監督：ジャック・ド・バロセルリ
- 主演：
- 日本公開：

### パリの秘密（1962年）
- 原題：「Les mystères de Paris」、フランス映画
- 1962年公開、110分
- 監督：アンドレ・ユネベール
- 主演：ロドルフ- ジャン・マレー、イレーヌ：ダニー・ロバン

テレビでは、マルセル・クラヴェンヌが監督し、クロード・サンテリ脚色で、コメディ・フランセーズのメンバーであるドニーズ・ジャンセがラ・シュエット役で出演し、1961年の大晦日に放送された。フランソワ・モーリアックは1962年1月6日付のル・フィガロ・リテレール紙のコラムでこの作品を取り上げた.。1980年にはアンドレ・ミシェルが6話構成のテレビドラマ化を手がけた。